# We Are Domi
We Are Domi, также известная как DOMI   — чешско-норвежская электропоп-группа, образованная в Лидсе в 2016 году. Группа состоит из ведущей вокалистки Доминики Хашковой, дочери бывшего чешского хоккеиста Доминика Гашека, гитариста Каспера Хатлестада из Ставангера и клавишника Бенджамина Рекстада из Несоддена. Они познакомились во время учёбы в музыкальном колледже Лидса.
Выиграв чешский национальный отбор ESCZ 2022 в декабре 2021 года, группа представила Чехию на конкурсе песни «Евровидение-2022» с песней «Lights Off».

## История группы
We Are Domi была изначально основана как одноразовый проект, чтобы выступить в качестве резервной группы Доминики Хашковой на экзаменационном концерте в 2016 году.  Помимо Доминики Хашковой, Каспера Хатлестада и Бенджамина Рекстада в группу входили норвежский барабанщик Йостейн Браатен и британская клавишница и бэк-вокалистка Джемма Фриз, которые в то время учились в Музыкальном колледже Лидса. После проекта они решили продолжить заниматься музыкой вместе. В 2019 году был выпущен их дебютный сингл "Let Me Follow". Позже Браатен и Фриз покинули группу. В 2020 году группа переехала из Великобритании в Прагу, Чехия.

### Евровидение 2022
В 2021 году группа была объявлена одним из семи артистов, участвующих в музыкальном конкурсе ESCZ 2022, который послужил чешским национальным отбором на Евровидение 2022. Победитель был определён комбинацией голосов международного жюри (50%), голосов международной общественности (25%) и голосов чешской общественности (25%). Голоса могли быть поданы в период с 7 по 15 декабря 2021 года через официальное приложение Евровидения. 16 декабря 2021 года "Lights Off" We Are Domi была объявлена победителем, получив в общей сложности 21 балл.
На Евровидение в Турине We Are Domi, представляющие Чехию, последними выступили во втором полуфинале, закрыв шоу. Они финишировали на 4 месте с 227 очками (комбинация из 102 баллов жюри и 125 баллов телеголосования), что означает, что они квалифицировались в финал. Это был четвёртый раз, когда Чехия вышла в финал Евровидения. We Are Domi открыли финал, выступив первыми из 25 стран. В итоге они финишировали на 22 месте, набрав 38 баллов (33 баллов жюри и 5 баллов телеголосования).

## Участники
Доминика Хашкова - чешско-американская певица, автор песен и музыкальная актриса. Она родилась 3 мая 1995 года в Буффало, Нью-Йорк, в семье чешских родителей. Её отец - известный хоккеист Доминик Гашек, который на момент её рождения играл за "Baffalo Sabres". В 2010 Доминика участвовала в первом сезоне шоу талантов Česko Slovensko má talent, дойдя до финала. В 2013 году сыграла роль Флоренс Васси в чешской версии мюзикла "Шахматы".
Каспер Хатлестад и Бенджамин Рекстад - норвежские музыканты и авторы песен. Хатлестад родился 8 апреля 1994 года и вырос в Соле, недалеко от Ставангера. Для своего магистерского проекта он разработал "смычную гитару" - гитару, на которой играют смычком. Рекстад родился 18 февраля 1995 года и вырос в Несоддене. Хатлестад и Рекстад были членами групп Skogmus и Wardrobe Quintet до прихода в We Are Domi. С 2020 года они работают учителями музыки в Международной школе музыки и изящных искусств в Праге.

### Нынешние участники
- Доминика Хашкова (2016 — настоящее время) — вокал
- Каспер Хатлестад (2016 — настоящее время) — гитара
- Бенджамин Рекстад (2016 — настоящее время) — клавишные

### Бывшие участники
- Йостейн Браатен (2016-2019) - барабаны
- Джемма Фриз (2016-2020) - клавишные, бек-вокал
- Тео Госс (2020) - барабаны
- Паоло Маццони (2020) - барабаны

## Дискография

### Синглы
- «Let Me Follow» (2019)
- «Wouldn’t That Be Nice» (2019)
- «I’m Not Alright» (2020)
- «Someone New» (2020)
- «Come Get Lost» (2021)
- «Lights Off» (2021)
- «High-Speed Kissing» (2022)
- «Alive» (2022)
- «Paradise» (2023)
- «FU» (2023)

- «FU» (2023)
- «Say the Word» (2023)
- «Golden» (2023)
- «Glow» (2024)
- «Love Every Part of It» (2024)
- «Underdog» (2025)
- «Getaway» (2025)
- «If I'm Honest» (2025)

### Мини-альбомы
- We Are Domi - EP